# George Emil Palade
George Emil Palade (Iași, 19 novembre 1912 – Del Mar, 8 ottobre 2008) è stato un biologo e medico romeno naturalizzato statunitense, premiato nel 1974 col Premio Nobel per la medicina e la fisiologia.

## Biografia
Nasce a Iaşi nel 1912 da padre professore di filosofia e madre professoressa di liceo; cresce quindi in un ambiente familiare che lo spinge alla formazione intellettuale.
Nel 1930 viene ammesso come studente alla facoltà di medicina dell'Università di Bucarest che lascia nel 1946 ottenendo il titolo di Dottore in Medicina con una tesi sul problema della struttura istologica.
Nel 1946 parte per gli Stati Uniti per diventare ricercatore all'Università di New York. In America incontra Albert Claude, scienziato che diviene suo mentore. Il dottor Claude lavora nell'Istituto Rockfeller (ora Rockefeller University) e invita Palade a lavorare insieme a lui nel dipartimento di patologia cellulare. George Palade intuisce l'importanza eccezionale del microscopio elettronico e della biochimica negli studi sulla citologia. Dal momento che non è un biochimico, inizia una collaborazione con Philip Siekevitz. Insieme combinano i metodi di frazionare la cellula con la microscopia elettronica producendo componenti cellulari che sono omogenei morfologicamente.
L'analisi biochimica dei mitocondri, cloroplasti ed apparato di Golgi isolati dal resto degli altri organuli sub-cellulari lo porta a stabilire definitivamente il ruolo di questi organuli nell'economia della cellula. Il più importante aspetto delle ricerche di Palade è la spiegazione del meccanismo cellulare nella produzione di proteine. Egli ha messo in evidenza le particelle all'interno del citoplasma ricche nel RNA, il livello in cui si realizza la biosintesi delle proteine, chiamati ribosomi o granuli di Palade.
Nel 1952 diviene cittadino naturalizzato statunitense. Nel 1961 Palade è membro nella National Academy of Science. Assieme a Keith Porter, cura la rivista The Journal of Cell Biology, la più importante pubblicazione scientifica di biologia cellulare.
Nel 1973 lascia l'Istituto Rockefeller, trasferendosi alla Yale University, mentre dal 1990 lavora all'Università statale di San Diego in California. Nel 1974 è insignito del premio Nobel per la Medicina e la Fisiologia assieme ad Albert Claude e Christian de Duve. È scelto quale membro onorario alla Accademia rumena. Il 12 marzo 1986 il presidente Ronald Reagan gli accorda la medaglia nazionale per meriti nel campo della scienza.